# UFC 166
UFC 166: Velasquez vs. dos Santos 3（ユーエフシー・ワンシックスティシックス：ヴェラスケス・バーサス・ドス・サントス・スリー）は、アメリカ合衆国の総合格闘技団体「UFC」の大会の一つ。2013年10月19日、テキサス州ヒューストンのトヨタセンターで開催された。

## 大会概要
本大会ではケイン・ヴェラスケスとジュニオール・ドス・サントスによるUFC世界ヘビー級タイトルマッチが組まれた。
修斗世界フェザー級王者堀口恭司、元Strikeforce女子ウェルター級王者サラ・カフマンがUFCデビュー。

### カード変更
負傷などによるカードの変更は以下の通り。
- チャールズ・オリベイラ → アンドレ・フィリ（第2試合）

- ルーク・ロックホールド → CB・ダラウェイ（第8試合）

- ジョージ・ループ vs. フランシスコ・リベラ → UFC Fight Night 31に移動

- マット・グライス vs. ジェレミー・ラースン → グライスの負傷により中止

- チャールズ・オリベイラ vs. エステヴァン・ペイヤン → ペイヤンの負傷により中止

## 試合結果

### アーリープレリム
第1試合 バンタム級ワンマッチ 5分3R
○  堀口恭司 vs.  ダスティン・ペイグ ×
2R 3:51 TKO（パウンド）
第2試合 67.3kg契約ワンマッチ 5分3R
○  アンドレ・フィリ vs.  ジェレミー・ラースン ×
2R 0:53 TKO（右フック→パウンド）
※フィリの体重超過によりフェザー級から変更。
第3試合 ライト級ワンマッチ 5分3R
○  トニー・ファーガソン vs.  マイク・リオ ×
1R 1:52 ダースチョーク
第4試合 ウェルター級ワンマッチ 5分3R
○  アドラン・アマゴフ vs.  TJ・ウォルドバーガー ×
1R 3:00 KO（左アッパー→パウンド）

### プレリミナリーカード
第5試合 ライト級ワンマッチ 5分3R
○  KJ・ヌーンズ vs.  ジョージ・ソテロポロス ×
3R終了 判定3-0（29-28、29-28、30-27）
第6試合 女子バンタム級ワンマッチ 5分3R
○  ジェシカ・アイ vs.  サラ・カフマン ×
3R終了 判定2-1（29-28、28-29、29-28）
※アイの薬物検査失格によりノーコンテスト。
第7試合 ウェルター級ワンマッチ 5分3R
○  ヘクター・ロンバード vs.  ネイサン・マーコート ×
1R 1:48 KO（左アッパー→パウンド）
第8試合 ミドル級ワンマッチ 5分3R
○  ティム・ボッシュ vs.  CB・ダラウェイ ×
3R終了 判定2-1（30-26、27-29、30-26）

### メインカード
第9試合 フライ級ワンマッチ 5分3R
○  ジョン・ドッドソン vs.  ダレル・モンタギュー ×
1R 4:13 KO（左フック）
第10試合 ヘビー級ワンマッチ 5分3R
○  ガブリエル・ゴンザーガ vs.  ショーン・ジョーダン ×
1R 1:33 KO（右ストレート→パウンド）
第11試合 ライト級ワンマッチ 5分3R
○  ギルバート・メレンデス vs.  ディエゴ・サンチェス ×
3R終了 判定3-0（29-28、30-27、29-28）
第12試合 ヘビー級ワンマッチ 5分3R
○  ダニエル・コーミエ vs.  ロイ・ネルソン ×
3R終了 判定3-0（30-27、30-27、30-27）
第13試合 UFC世界ヘビー級タイトルマッチ 5分5R
○  ケイン・ヴェラスケス vs.  ジュニオール・ドス・サントス ×
5R 3:09 TKO（パウンド）
※ヴェラスケスが2度目の防衛に成功。

### 各賞
ファイト・オブ・ザ・ナイト： ギルバート・メレンデス vs. ディエゴ・サンチェス
ノックアウト・オブ・ザ・ナイト： ジョン・ドッドソン
サブミッション・オブ・ザ・ナイト： トニー・ファーガソン
各選手にはボーナスとして6万ドルが支給された。